# Rhamphomyia basalis
Rhamphomyia basalis är en tvåvingeart som beskrevs av Friedrich Hermann Loew 1864. Rhamphomyia basalis ingår i släktet Rhamphomyia och familjen dansflugor. Inga underarter finns listade i Catalogue of Life.